# Веселиновка (Шепетовский район)
Веселиновка (укр. Веселинівка) — село в Шепетовском районе Хмельницкой области Украины.
Население по переписи 2001 года составляло 72 человека. Почтовый индекс — 30040. Телефонный код — 3842. Занимает площадь 0,37 км². Код КОАТУУ — 6823986702.

## История
В 1946 г. указом Президиума ВС УССР село Татаровка переименовано в Веселиновку.

## Местная власть
30053, Хмельницкая обл., Шепетовский р-н, с. Берездов.